# Clube de Futebol Estrela da Amadora
O Clube de Futebol Estrela da Amadora foi um clube de futebol português profissional, com sede no concelho da Amadora. Fundado em 22 de Janeiro de 1932, o Estrela da Amadora ganhou a Taça de Portugal da época 1989/90, o seu maior troféu conquistado.
Em maio de 2011 o clube foi extinto devido a declarações insolvências pelo futebol em 2009, por ordem do Tribunal do Comércio de Sintra. No mesmo dia, após 3 meses em Setembro de 2011, o clube deu lugar ao Clube Desportivo Estrela e mais tarde em 2020, Club Football Estrela da Amadora.

## História

### Início
Foi fundado a 22 de Janeiro de 1932 por um grupo de sete jovens Amadorenses que partilhavam a paixão pelo futebol, reza a história que um deles, Júlio da Conceição, apontando as estrelas no céu deu a ideia para o nome do clube, o que foi aceite por todos. Apesar das dificuldades iniciais o clube resistiu, tendo feito o seu primeiro jogo contra o Palmense, clube da Palma de Baixo, tendo o Estrela vencido por 2-1. Curioso foi o facto dos jogadores Estrelistas terem caminhado até ao estádio do adversário, o que serviu de aquecimento.

### Equipamento
O primeiro equipamento era um pouco diferente do atual, consistia numa camisola azul com uma risca horizontal verde, calção branco e meias verdes, sendo utilizado até 1951, altura em que o clube foi visitado por duas figuras influentes do Fluminense, clube Brasileiro, do Rio de Janeiro, que ficando agradecidos por terem sido tão bem recebidos, logo que chegaram ao Brasil, enviaram, como oferta, 3 conjuntos de equipamento da sua equipa, tendo os sócios do Estrela decidido adotar as mesmas cores do Fluminense a partir dessa altura.

### Estádio
Só após 10 anos da sua fundação, o Estrela teve o seu primeiro estádio, que se situava onde agora existe a Igreja Matriz da Amadora, na Venteira, ficando no local até à época de 1957/58, altura em que obteve o terreno na zona da Reboleira para erguer o seu atual estádio, o Estádio José Gomes. O clube também utiliza, como local de treinos, o Complexo Desportivo do Monte da Galega, situado no norte do concelho da Amadora.

### Historial
Registado apenas em 1941, nos 37 anos seguintes andou pelas divisões distritais, até que em 1978 subiu à 3ª Divisão Nacional, tendo se estreado no primeiro escalão na época de 1988/89. Tem como ponto alto alto do seu historial a conquista de uma Taça de Portugal em 1989/90, sob o comando técnico de João Alves, derrotando o Farense na finalíssima por 2-0, após empate no primeiro jogo. Com a vitória na taça, garantiu a presença na extinta Taça das Taças, eliminando na 1ª ronda os Suíços do Neuchâtel Xamax, depois de empatar na Reboleira 1-1 (golo do Estrela, por Ricky), o mesmo resultado se verificou em Neuchâtel (Golo do Estrela, por Valério), tendo o Estrela vencido por 4-3 no desempate por pênaltis, vitória festejada por milhares de emigrantes Portugueses presentes no estádio e que eram mais do dobro dos Suíços. Chegando a 2ª ronda, calhou em sorte a equipa do RFC Liège, na 1ª mão, em Liège, o Estrela foi derrotado por 2-0, tendo vencido na 2ª mão apenas por 1-0 a equipa Belga (golo do Estrela, por Duilio), chegava assim ao fim a aventura europeia dos Estrelistas. A melhor classificação obtida no primeiro escalão foi um 7º lugar na época de 1997/98.
Na época 2008/2009, embora tenha conseguido a permanência dentro das 4 linhas, ficando num confortável 11º lugar (despromovidos seriam "Os Belenenses" e o Trofense), foi despromovido no lugar dos Belenenses, por motivos financeiros. Esta época foi o inicio de uma grave crise financeira no clube tricolor. Dívidas a fornecedores, funcionários, jogadores, fisco, segurança social, etc. Nesta época, o Sindicato dos Jogadores Profissionais ainda apoiou o clube com 1 mês de salário, não sendo o suficiente para a recuperação do mesmo.
A despromoção foi automática para a 2ª Divisão (equivalente ao 3º escalão do futebol português), pois foram proibidos de participar em provas profissionais (Liga Sagres e Liga de Honra).
Na época 2009/2010, o Estrela da Amadora começou com o treinador António Veloso (antiga estrela do Benfica e seleção Nacional, e pai do jogador Miguel Veloso). Os resultados não foram os esperados e logo após 2 jornadas, houve chicotada psicológica, sendo substituído por Jorge Paixão. Na Taça de Portugal, após vencer o Mafra na primeira eliminatória, o Estrela foi desclassificado da Taça de Portugal devido as questões financeiras, a FPF foi atribuída a derrota, pois não tinha pago as inscrições dos jogadores à Federação.

### Declarada Insolvente e exclusão das competições da FPF
A 29 de Setembro de 2009, o Tribunal de Sintra declarou o clube insolvente. As dívidas ultrapassavam os 11,5 milhões de euros. Os antigos sócios, treinadores e presidentes de bancada apontam a apropriação do clube para proveitos pessoais e a má gestão da última década como o grande mal de que o clube padeceu. 
O Estrela vivia a pior fase da sua existência. Vivia de jogadores ex-juniores e de emprestados (principalmente do Sp. Braga e Belenenses). A partir da 3ª jornada, surgiram resultados, chegando ao topo da classificação, vencendo por exemplo, 4-1 ao Atlético CP (um dos principais candidatos à subida). Mas recomeçaram os graves problemas financeiros. Salários em atraso, greve dos trabalhadores, falta de tratamento médico, do relvado, do autocarro, etc. Recomeçaram as ameaças de greve dos jogadores e as rescisões, começando uma queda-livre na classificação. O Estrela da Amadora terminou a época em 10º lugar, tendo os seus pontos sido em larga maioria conquistados na 1ª volta. O Estrela de Amadora fez o seu último jogo de futebol de seniores a 2 de Maio de 2010 na 2ª Divisão, com a derrota frente ao Real Massamá por 0-1. O Estrela de Amadora falhou o licenciamento para as competições da FPF, que não consegui inscrever para a época de 2010/11 aliada, algo que o Tribunal de Sintra foi pagado. Em Maio de 2011, o Estrela acabou a sua extinção, devido aos problemas financeiros. O clube não conseguiu recomeçar como Sociedade Anónima Desportiva (SAD) na 2ª divisão distrital, nem participar na 2ª Divisão. A Declaração do clube foi até 2018, quando o CD Estrela foi voltar a jogar nas competições.

### Relação com a cidade
Apesar de estar numa das cidades com mais habitantes do país, a maioria dos adeptos do concelho tem quase sempre como primeiro clube um dos grandes de Lisboa, deixando o Estrela como o segundo clube do coração. Mas nem por isso o clube deixou de ter importância em todo o concelho, funcionando como um elemento importante numa cidade com vários problemas a nível social, ao longo dos anos quase que se tornou obrigatório para todos os miúdos, sejam ricos ou pobres, tentarem ingressar nas camadas jovens do clube, que têm uma grande tradição a nível nacional, tendo formado muitos jogadores de elevado nível.

### Outras modalidades
Para além do Futebol são também praticadas outras modalidades, como a Esgrima, o Ténis de Mesa e a Pesca Desportiva, tendo também já sido praticado o Futsal. No estádio do Estrela, existe também o famoso Bingo do Estrela da Amadora, uma das famosas casas de Bingo de toda a região de Lisboa. Chegou-se ainda a praticar Rugby.

## Claques
A primeira claque de apoio do Estrela da Amadora foram Os Linces, que surgiram nos anos 80. Já no início dos anos 90 aparecem os Ragazzi Tricolor, maior claque que já existiu no clube, que nos tempos áureos chegou a encher todo o topo sul do estádio. Em 1999 surgem os Super Stars, que em 2002 se fundiram com um grupo de adeptos Estrelistas, criando assim a Brigada Tricolor, numa tentativa de reviver os tempos antigos, mas uma série de problemas acabou por ditar o fim da claque em 2005. Como continuidade da Brigada Tricolor foi criada a Legião 1932, mas antes mesmo da fim da Brigada Tricolor, nascia a Magia Tricolor, em 2005, que por sua vez foi a claque que mais coreografias fez feitas em casa e fora, sendo uma das claques mais estáveis do clube Tricolor e auto-suspendeu a sua atividade depois do clube fechar portas mantendo sempre encontros entre os seus membros que hoje em dia voltaram e em força para apoiar praticamente todos os escalões do CD Estrela. 
- «- Página Oficial dos Ultras Magia Tricolor 05 - Claque»

## Futebol

### Troféus
- Vencedor Taça de Portugal 1989/90
- 1ª Mão Estrela da Amadora 1–1 (a.p.) Farense
- 2ª Mão Finalíssima Estrela da Amadora 2–0 Farense

| 1/32 DE FINAL         | 1/32 DE FINAL         | 1/32 DE FINAL      |
| --------------------- | --------------------- | ------------------ |
| CF Estrela da Amadora | Estoril de Praia      | 6-2                |
| 1/16 DE FINAL         |                       |                    |
| CF Estrela da Amadora | SC Braga              | 0-0                |
| SC Braga              | CF Estrela da Amadora | 1-1 (8-9 Penaltis) |
| OITAVOS-DE-FINAL      |                       |                    |
| FC Marco              | CF Estrela da Amadora | 0-1                |
| QUARTOS-DE-FINAL      |                       |                    |
| CF Estrela da Amadora | Tirsense              | 1-0                |
| MEIAS-FINAIS          |                       |                    |
| CF Estrela da Amadora | V.Guimarães           | 1-1                |
| V.Guimarães           | CF Estrela da Amadora | 1-2 (a.p)          |
| FINAL                 |                       |                    |
| CF Estrela da Amadora | Farense               | 1-1                |
| FINALISSIMA           |                       |                    |
| CF Estrela da Amadora | Farense               | 2-0                |

### Supertaça Cândido de Oliveira de 1990
- Vice-campeões

| Supertaça             | Supertaça             | Supertaça |
| --------------------- | --------------------- | --------- |
| CF Estrela da Amadora | FC Porto              | 2-1       |
| FC Porto              | CF Estrela da Amadora | 3-0       |

### Competições Europeias
- 1990/1991 - Taça das Taças

| 1ª Eliminatória       | 1ª Eliminatória       | 1ª Eliminatória    |
| --------------------- | --------------------- | ------------------ |
| CF Estrela da Amadora | Neuchâtel Xamax       | 1-1                |
| Neuchâtel Xamax       | CF Estrela da Amadora | 1-1 (3-4 Penaltis) |
| 2ª Eliminatória       |                       |                    |
| RFC Liège             | CF Estrela da Amadora | 2-0                |
| CF Estrela da Amadora | RFC Liège             | 1-0                |

- 1998 - Copa Intertoto

| Ruch Chorzów          | CF Estrela da Amadora | 1-1                |
| CF Estrela da Amadora | Ruch Chorzów          | 1-1 (2-4 Penaltis) |

## Histórico/Palmarés
|                                             | Nº Presenças | Venceu | Melhor marca                 |
| ------------------------------------------- | ------------ | ------ | ---------------------------- |
| Taça das Taças                              | 1            |        | 2ª Eliminatória (1990/91)    |
| Intertoto                                   | 1            |        | 3ª Eliminatória (1998)       |
| Temporadas na I Divisão/Primeira Liga       | 16           |        | 7º Lugar (1993/94 e 1997/98) |
| Temporadas na II Divisão Honra/Segunda Liga | 5            | 1      | Campeão (1992/93)            |
| Temporadas na II Divisão/II Divisão B       | 9            |        | 3º lugar (1987/88)           |
| Temporadas na III Divisão                   | 4            |        |                              |
| Taça de Portugal                            | 32           | 1      | Campeão (1989/90)            |
| Supertaça Cândido de Oliveira               | 1            |        | Vencido (1990)               |
| Liga Revelação                              | 1            | 1      | Campeão                      |
| Taça da Liga                                | 2            |        | Grupos (2008/09)             |

## Estatísticas
O Estrela da Amadora entrou no maior escalão do futebol português na época 1988/89, sendo o seu ultimo registo na época 2008/09 quando desceu depois de terminar a época no 11º Lugar. Durante a sua história, a sua melhor classificação na Primeira Liga foi o 7º Lugar. Na Segunda Liga, num total de 5 presenças, o Estrela da Amadora conseguiu 3 subidas de divisão tendo sido o campeão da Segunda Liga na época 1992/93. No seu palmarés também consta uma Taça de Portugal conquistada na época 1989/1990 numa final onde venceu o SC Farense por 2-0.
| Liga             | Temporadas | Partidas | Vitórias | Empates | Derrotas | Golos marcados | Golos sofridos |
| ---------------- | ---------- | -------- | -------- | ------- | -------- | -------------- | -------------- |
| Primeira Liga    | 17         | 540      | 144      | 176     | 220      | 521            | 680            |
| Segunda Liga     | 5          | 170      | 75       | 57      | 38       | 223            | 163            |
| Taça de Portugal | 32         | 94       | 51       | 12      | 31       | 141            | 96             |

## Palmarés
- 1 Campeonato da Segunda Liga (1992/93)
- 1 Taça de Portugal (1989/90)
- 1 IIª Divisão/IIª Divisão B - Vencedor de Zona Sul (1987/88)
- 1 IIIª Divisão - Vencedor de Série E (1982/1983)
- 1 Taça de Honra AF Lisboa 2ª Divisão (1980/1981)
- 1 Campeonato AF Lisboa 1ª Divisão (1977/78)
- 1 Campeonato AF Lisboa 2ª Divisão (1963/64)

## Presidentes do clube
- 1938/1941:  Afonso Pinto Leão
- 1942/1944:  Álvaro “Barroca” Silva
- 1945/1947:  Luciano do Vale
- 1947/1948:  Adriano Gouveia Junior
- 1948/1949:  José Augusto Semedo
- 1954/1956:  Celestino Maia Loureiro
- 1956/1958:  António Ribeiro Marques da Silva
- 1958/1960:  Vítor Pires Amoedo
- 1960/1962:  José Borges
- 1963/1971:  José Feiteira Silva
- 1971/1989:  Alberto Gonçalves
- 1972/1973:  Dr. Chambel Sombreireiro
- 1973/1974:  João Pimenta
- 1974/1975:  Artur Pedro dos Santos
- 1975/1976:  Manuel da Silva
- 1976/1989:  João José da Conceição Gomes
- 1976/1989:   António Soares (Interino)
- 1990/1996:  Jaime Salvado
- 1996/2002:  José Maria Salvado
- 2003/2004:  Fernando Pombo
- 2005/2010:  António Fernandes Oliveira

- 2011/2011:  Ricardo Paiva (Comissão instaladora)

- 2011/2018:  António França

- 2018/2021:   Rui Silva

- 2021/2023:   José Manuel Francisco

- 2023/2024:   Ricardo Paiva

- Desde de 2024:  Paulo Lopo

SAD
• 2020/2020:  Dinis Delgado
• 2020/2022:  André Geraldes
• Desde 2022:   Paulo Lopo

## Treinadores do clube
- 1975/1980  :  Henrique Manuel Clemente
- 1979/1980 :  Antonio Mourato/Walter Ferreira
- 1980/1981 :  António Bernardo/José Torres
- 1986/1987 :  Fernando Cabrita
- 1987/1988 :  Joaquim Meirim
- 1988/1990 :  João Alves
- 1990/1991 :  Manuel Fernandes (Tinha como adjunto José Mourinho)
- 1991/1992 :  Jesualdo Ferreira
- 1992/1994 :  João Alves
- 1994/1998 :  Fernando Santos
- 1998/2000 :  Jorge Jesus
- 2000/2001 :  Carlos Brito/Quinito
- 2001/2002 :  Alváro Magalhães
- 2002/2003 :  Jorge Jesus/João Alves
- 2003/2004 :  João Alves/Miguel Quaresma
- 2004/2006 :  Toni
- 2006/2008 :  Daúto Faquirá
- 2007/2008 :  Lito Vidigal/Lázaro Oliviera
- 2009/2010 :  António Veloso/Jorge Paixão

## Camadas Jovens
CF Estrela da Amadora sempre foi considerado umas das melhoras escolas do país a formar jogadores. O Estrela foi uma peça fundamental para o desenvolvimento do desporto da Cidade Amadora. Daqui saíram grandes atletas para grandes clubes a nível nacional como internacional, motivo de orgulho para todos os tricolores.
- Dimas(Benfica)
- Paulo Bento (Benfica)
- Abel Xavier (Benfica)
- Miguel (Benfica)
- Jorge Andrade (FC Porto)
- Calado (Benfica)
- Paulo Ferreira (FC Porto)
- Ruben Dias (Manchester City)
- Rodolfo (FC Porto)
- Filipe Martins
- Sérgio Marquês
- / Chaínho (FC Porto)
- João Moreira (Valência)
- Bebé (Manchester United)
- Nelson Rabino (Vitoria Setúbal)
- Daniel Kenedy  (Benfica)

## Modalidades Amadoras

### Futsal
- Primeira Divisão: 11º Classificado (Desceu divisão no Playoff) 2004/05
- Segunda Divisão: 12ª Classificado 2005/06
- Terceira Divisão: 13º Classificado 2006/07

### Ténis de Mesa
- 7 Campeonatos Nacionais de Seniores 1ª Divisão (1987, 1989, 1994, 1996, 1997, 2001 e 2004)
- 1 Campeonatos Nacionais de Seniores 2ª Divisão (1983)
- 2 Campeonatos Nacionais de Seniores 3º Divisão (1980 e 1982)

O mesa-tenista Tiago Apolónia foi formado na equipa do Estrela.